# The Composer
"The Composer" is een top 30-single van de Amerikaanse meidengroep The Supremes. Het haalde de 27e positie op de Amerikaanse poplijst. Het nummer is geschreven door leadzanger van The Miracles, Smokey Robinson. Met zijn groep heeft hij "The Composer" ook opgenomen en het komt voor op hun album "Time Out For Smokey Robinson & The Miracles" uit 1968. The Composer was, net als voorgangers "I'll Try Something New", "Some Things You Never Get Used To" en "Forever Came Today", niet zo'n grote hit als de groep eerder in hun carrière had gekend.

## Bezetting
- Lead: Diana Ross
- Achtergrondzangeressen: The Andantes, in plaats van Cindy Birdsong en Mary Wilson
- Instrumentatie: The Funk Brothers
- Schrijver: Smokey Robinson
- Productie: Smokey Robinson